# ترميز جزء-في

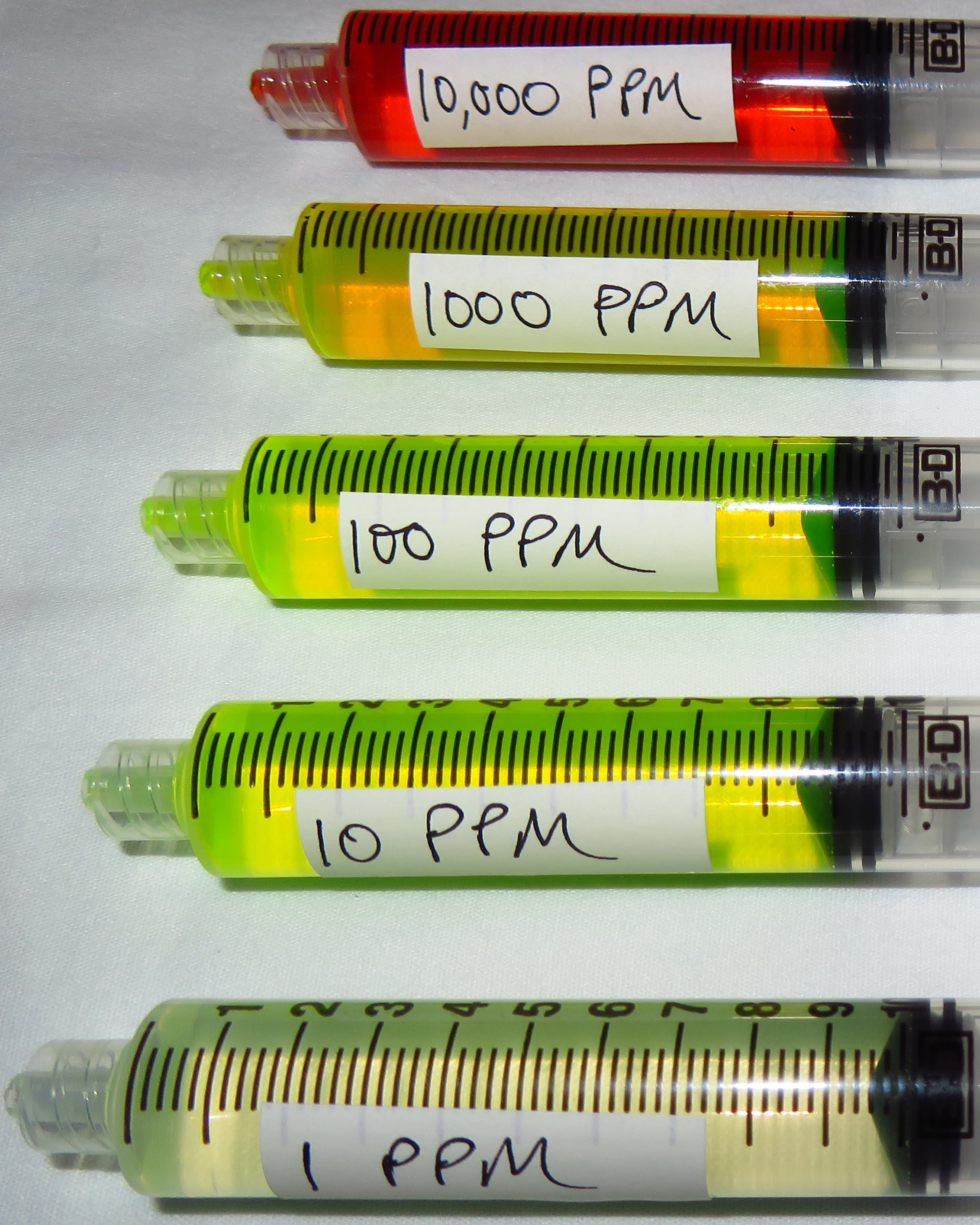
تدرج التركيز معبراً عنه بأسلوب ترميز جزء-في.

ترميز جزء-في في مجال العلوم والهندسات هو نظام وحدات لا بعدي للتعبير عن الكميات الضئيلة بأسلوب كسري رياضياتي. يعتمد هذا الأسلوب من الوحدات على نسبة كمية إلى كمية، لذلك لا حاجة إلى استخدام وحدة قياس فيها، ولكن ينبغي أن تكون الكميات المنسوبة إلى بعضها نفس الجنس (أي كتلة إلى كتلة، أو حجم إلى حجم وهكذا).
يستخدم هذا الأسلوب في علم الكيمياء بشكل واسع للتعبير عن التراكيز النزرة الضئيلة.

## أمثلة
من التعابير الرياضية شائعة الاستخدام في هذا السياق كل من:
- جزء في المليون (ppm)؛ وهو جزء واحد في مليون جزء؛ وهو يقابل رياضياً 10−6
- جزء في البليون (ppb)؛ وهو جزء واحد في بليون جزء؛ وهو يقابل رياضياً 10–9
- جزء في الترليون (ppt)؛ وهو جزء واحد في تريليون جزء؛ وهو يقابل رياضياً (10–12)
- جزء في الكوادريليون (ppq)؛ وهو جزء واحد في كوادريليون جزء؛ وهو يقابل رياضياً (10–15)